# Georg Christensen
Georg Henrik Keigh Christensen (27. december 1819 i København – 2. februar 1883 sammesteds) var en dansk rustmester, krigsråd og formand for Industriforeningen.

## Læretid og rejser
Georg Christensen blev født i København og blev tidligt optaget i huset hos bøssemager Nicolai Johan Løbnitz (død 1867). Han fik her en tarvelig opdragelse, idet oplærelsen på værkstedet væsentligt kun blev suppleret ved nogen undervisning i de Massmannske Søndagsskoler. Da han 1840 blev svend, søgte han imidlertid straks til Den polytekniske Læreanstalt, og med gode anbefalinger fra denne samt understøttelse fra Den Reiersenske Fond rejste han 1843 til udlandet. Gennem Tyskland og Schweiz vandrede han til Paris, hvor han blev i to år og sammen med en del andre der arbejdende landsmænd i ikke ringe grad påvirkedes af det franske politiske liv.

## Kortvarig tid i politik
Da han i 1847 kom tilbage til København, traf han her kammeraterne fra Paris, og sammen med dem deltog han i oktober 1847 i oprettelsen af Haandværkerdannelses-Foreningen for året efter at blive en politisk personlighed. Han optrådte ved Hippodrommøderne og stillede sig som kandidat ved valgene til Den Grundlovgivende Rigsforsamling, men blev kun medlem af denne ved at modtage et kongevalg, hvad der ikke gik upåtalt hen mellem hans "demokratiske" meningsfæller. I rigsforsamlingen spillede han ingen rolle, og hermed ophørte hans politiske virksomhed.

## Karriere
Efter at have gjort mesterstykke i 1848 tog han i 1849 borgerskab som bøssemager i København og erhvervede sig hurtig en stor kundekreds. Også Hæren benyttede ham. 1857 blev han fra Kronborg Geværfabrik sendt til udlandet for at købe de til en omdannelse af fabrikken nødvendige maskiner, og i 1861 blev han rustmester, i hvilken stilling han fik stor indflydelse på oprettelsen af en ny geværfabrik ved Tøjhuset. Hærens mangelfulde forsyning med rifler i krigen 1864 lod tanken om en sådan komme frem. I sommeren 1866 købte han de nødvendige maskiner til den i Belgien, og ved nytårstid 1867 stod fabrikken – uden direkte lovhjemmel – i fuld virksomhed, et resultat, hvori Christensens smidige dygtighed havde en ikke ringe andel. I 1861 var han med til at give stødet til skyttesagens fremkomst og var til sin død medlem af overbestyrelsen for De Danske Skytteforeninger.

## Virke i Industriforeningen
Som rustmester deltog han på en fortrinlig måde i ordningen af den historiske våbensamling på Tøjhuset i tidsrummet 1871-77. Væsentligst betydning fik dog hans virksomhed i Industriforeningen i København. I 1865 blev han medlem af foreningens bestyrelse på en generalforsamling, som han dirigerede, og som afgjorde en hård kamp om valget mellem en påtænkt dansk udstilling i København og deltagelsen i en nordisk udstilling i Stockholm 1866. Den sidste sejrede, og herefter var hans virksomhed væsentlig rettet på afholdelsen af en nordisk udstilling i København. En sådan kom da også i stand i 1872, og denne vellykkede udstilling, hvis store overskud tilfaldt Industriforeningen, blev væsentlig båret af Christensen. I 1876 blev han foreningens formand, og nu gennemførte han, at foreningen købte udstillingsbygningen fra 1872 med tilhørende grund, således at den i 1880 kunne flytte ud i sit nye lokale på Vesterbrogade. I 1879 var han tillige blevet formand for den nyoprettede Fællesrepræsentationen for dansk Industri og Haandværk, en sammenslutning af alle landets industri- og håndværkerforeninger, således at han stod som formand for hele landets industrielle foreningsvirksomhed, da han efter nogen tids sygdom døde 2. februar 1883. Han er begravet på Garnisons Kirkegård.

## Hæder
Krigsassessor fra 1855 var han i 1863 blevet krigsråd med ret til at bære kaptajns distinktioner. Han blev Ridder af Dannebrog 1864 og Dannebrogsmand 1868.
20. september 1851 ægtede han sin efterlevende hustru, Marie Bierløv, datter af kgl. livskytte Chr. N. Bierløv.

## Gengivelser
Han er afbildet på et litografi af I.W. Tegner 1883. Der findes xylografier fra 1872 og 1883.